# 대방광불화엄경 주본 권72
대방광불화엄경 주본 권72(大方廣佛華嚴經 周本 卷七十二)는 경상남도 합천군, 해인사 용탑선원에 있는 고려시대의 목판본 불경이다. 2015년 3월 4일 대한민국의 보물 제1865호로 지정되었다.

## 개요
『大方廣佛華嚴經』 주본 권72는 唐의 實叉難陀(652～710)가 新譯한 周本 80華嚴經 가운데 제72권으로 현재 海印寺 寺刊板의 모본으로 추정될 뿐 아니라 高麗大藏經을 간행할 때에 底本으로 사용되었던 壽昌 4(1098)년 板本의 국내 傳來本으로 추정된다.
국내에서 보기 드문 희귀본이며, 佛經과 佛敎學 및 書誌學의 硏究에는 물론 고려시대 목판인쇄문화의 연구에도 크게 활용될 수 있을 귀중한 자료이다.

## 참고 자료
- 대방광불화엄경 주본 권72 - 국가유산청 국가유산포털